# Norris Geyser Basin
Norris Geyser Basin er et gejserområde i Yellowstone National Park i Wyoming, USA. Området er opkaldt efter én af nationalparkens første ledere, Philetus Norris omkring 1880. Gejserområdet ligger i det nordvestlige hjørne af Yellowstones caldera nær Norris Junction og ved mødet mellem tre forkastningszoner. Norris Geyser Basin er det varmeste gejserområder i nationalparken med vandtemperaturer på omkring 90-100o celsius. 60 m under overfladen er der målt temperaturer på over 200o.

## Forkastningszoner
Norris-Mammoth Korridoren løber fra Norris Geyser Basin mod nord gennem Mammoth Hot Springs området til omkring Gardiner i Montana. Hebgen Lake Forkastningen løber fra lidt nordvest for byen West Yellowstone i Montana mod øst til Norris Geyser Basin. Disse to forkastningszoner mødes med den ringfraktur, som skyldes det vulkanudbrud, som skabte Yellowstone Calderaen for 640.000 år siden.
Hebgen Lake forkastningszonen forårsagede et jordskælv i 1959 der blev målet til mellem 7,1 og 7,8 på Richterskalaen. Mødet mellem de tre forkastningszoner er medvirkende til de høje temperaturer i Norris Geyser Basin.

## Gejserområder
Norris Geyser Basin består at tre hovedområder: Porcelain Basin, Back Basin og One Hundred Springs Plain. I modsætning til flertallet af parkens andre gejsere, der er basiske, er gejserne i Norris sure. For eksempel har Echinus Geyser en pH-værdi på 3,5. Forskellene i pH-værdi betyder, at der lever en anden type bakterier i Norris Geyser Basin hvilket giver andre farvespil i og omkring områdets varme kilder i forhold til andre steder i parken.
Porcelain Basin er et meget øde område uden nævneværdig bevoksning bortset fra på bakketoppe. Heller ikke bakterieflora i og omkring kilderne, er der meget af. Begge dele skyldes det sure miljø, og de mange farver i dette område skyldes primært mineralaflejringer frem for bakterievækst. Farverne er primært lyserøde, røde og orange jernoxider) samt gule (svovl og jernsulfater).
Mellem Back Basin og One Hundred Springs Plain ligger Ragged Hills, der består af termisk ændrede gletsjeraflejringer. Da gletsjerne trak sig tilbage efter den sidste istid, begyndte de termiske forekomster i området at komme i udbrud. De smeltede resterne af isen, hvilket bevirkede at store mængder klippestykker, sand og andre "affaldsstoffer" blev aflejret i området. Disse aflejringer blev derefter påvirket og ændret af det varme vand og dampen der sivede op gennem dem. Madison River løber i en rende eroderet ned i de lavaaflejringer, der opstod ved dannelsen af calderaen. På kanten af calderaen finder man de to vandfald, Gibbon Falls og Virginia Cascades.

## Gejsere og varme kilder
I Norris Geyser Basin finder man blandt andre Steamboat Geyser, der er verdens højeste aktive gejser med udbrud på op til 90-100 meters højde.  Gejseren er imidlertid meget uregelmæssig, og umulig at forudsige. Normalt er der mindst et år mellem større udbrud, men det varierer meget. Gejseren er imidlertid ikke inaktiv mellem de større udbrud, men har mindre udbrud på omkring 12 meters højde.
Ledge Geyser er den største gejser i Porcelain Basin, men den springer meget uregelmæssigt med en vandtemperatur på 93o. Et udbrud er mellem 23 og 38 meter højt og varer mellem 20 minutter og 2 timer.
Valentine Geyser har også meget uregelmæssige intervaller mellem sine udbrud. Der kan gå helt ned til 5 timer, og der kan gå så længe, at den anses for at være "sovende". Højden på de mellem en og halvanden time lange udbrud er også meget variabel. Fra omkring 6 meter op til omkring 20-22 meter. Temperaturen er ca. 92o.
Whirligig Geyser springer med intervaller på fra få minutter til flere timer. Udbruddene er forholdsvis korte og varer kun fra 2 til 4 minutter; til gengæld drejer vandudstrømningen rundt under udbrud – deraf navnet. Temperaturen er ca. 88o.
Echinus Geyser springer med et interval på mellem 30 minutter og 2 timer. Varigheden af et udbrud er mellem 3 og 15 minutter og gejserens temperatur er ca. 91o. Gejseren er den største gejser med surt vand, der kendes både i og udenfor Yellowstone National Park, og det er den største gejser i Norris Geyser Basin, hvis udbrud kan forudsiges med nogen nøjagtighed.
Udover de her nævnte omfatter området yderligere en række gejsere, hvoraf nogle ikke er aktive for tiden. Det gælder blandt andre Minute Geyser, der tidligere sprang hvert minut, men blev ødelagt af turister, som kastede sten i kilden, samt Africa Geyser, som tidligere var særdeles aktiv, men som nu regnes som sovende. Området omfatter også varme kilder som Emerald Spring  og Cistern Spring (begge i Back Basin). Sidstnævnte funger som reservoir for Steamboat Geyser, og når denne har udbrud tømmes Cistern Spring og det tager typisk et par dage før vandet vender tilbage. Der findes også fumaroler i Norris Geyser Basin, blandt andre Black Growler Steam Vent med temperaturer på op til næsten 140o C.
Nord for Norris Geyser Basin ligger Roaring Mountain som er et stort hydrotermisk område med en stor mængde fumaroler (temperaturer omkring 90o). Disse ses bedst om morgenen og aftenen, hvopr vejret er køligt og lyset ikke så skarpt som midt på dagen. Syd for Norris ligger Artist's Paintpots, som er et lille hydrotermisk område, der tæller nogle meget farverige varme kilder og to store mudderkilder.

## Geotermiske uregelmæssigheder
Norris området undergår periodiske forstyrrelse i en meget stor skala, der påvirker alle områdets geotermiske forekomster. Disse forstyrrelser, der kan vare fra få dage til flere uger, betyder store udsving i vandstanden i kilderne og disses pH-værdi. Kildernes farver og gejsernes udbrudsmøntre ændres i hele området. Under en sådan forstyrrelse i 1985 havde Porkschop Geyser ( i Back Basin) et konstant udbrud af damp og vand, der varede under hele forstyrrelsen. Under en tilsvarende forstyrrelse i 1989 blev samme gejser så tilstoppet af silikater at den til sidst eksploderede og sendte klippestykker mere end 60 meter op i luften.
Siden 2003 har gejseren været meget aktivt og har kogt kraftigt. Siden 2004, hvor jordtemperaturen steg meget, og der opstod nye geotermiske forekomster langs stien gennem Back Basin, har denne sti været omlagt så den nu går bagom Porkchop Geyser.
Et andet eksempel er Ledge gejseren, der indtil 1979 sprang meget regelmæssigt med 14 timers mellemrum. Så holdt den pause frem til 1993, hvor den slet ikke sprang, og nu springer den igen, men med meget uregelmæssige mellemrum.
Andre kilder, der normalt er klare og typisk blå, fx Congress Pool (Porcelain Basin) kan i løbet af en enkelt nat skifte og blive mudrede og boblende, og senere skifter de måske tilbage igen, nogle gange efter få dage, ved andre lejligheder flere måneder senere.  Videnskaben har ingen præcis forklaring på hvorfor disse uregelmæssigheder indtræffer i området, men årsagen er genstand for forskningsprojekter, da man mener at et svar kan være med til at give en bedre forståelse for jordens geotermiske kræfter.

## Eksterne links
- Gejserne i Norris Geyser Basin Arkiveret 2. maj 2009 hos  Wayback Machine (engelsk)
- Norris Geyser Basin Online Tour Arkiveret 5. juni 2010 hos  Wayback Machine (engelsk)
- Norris Geyser Basin (engelsk)

44°43′43″N 110°42′16″V / 44.7285463°N 110.7043754°V